# Horst Hülß
Horst Hülß  (Rossach, Alemania; 5 de septiembre de 1938-Maguncia, Alemania; 7 de octubre de 2022) fue un futbolista y entrenador de fútbol de Alemania que jugaba en la posición de centrocampista.

## Carrera

### Como jugador
| Periodo   | Club            |
| --------- | --------------- |
| 1959–1965 | Viktoria Köln   |
| 1965–1968 | 1. FSV Mainz 05 |
| 1968–1969 | VfB Ginsheim    |

### Como entrenador
| Periodo   | Club                              |
| --------- | --------------------------------- |
| 1968–1969 | VfB Ginsheim (jugador-entrenador) |
| 1969–1970 | SV Weisenau                       |
| 1970–1972 | VfB Ginsheim                      |
| 1975–1980 | 1. FSV Mainz 05                   |
| 1980–1981 | BFV Hassia Bingen                 |
| 1982–1983 | SV Wiesbaden                      |
| 1985–1988 | SV Wehen                          |
| 1988–1989 | 1. FSV Mainz 05                   |
| 1989–1991 | SpVgg Ingelheim                   |
| 1991–1997 | SG Walluf                         |
| 1999–2000 | SG Walluf                         |

## Logros
- Copa de Hesse: 1

1988